# Nicky Butt
Nicholas "Nicky" Butt (født 21. januar 1975 i Gorton, England) er en tidligere engelsk fodboldspiller, der spillede som defensiv midtbanespiller.
Han har tidligere i karrieren tørnet ud for Manchester United, Newcastle og Birmingham. Desuden repræsenterede han England på landsholdsniveau.
Butt var egentlig gået på pension efter sommeren 2010, men den 22. november samme år meddelte South China, at de havde skrevet kontrakt med den defensive midtbanespiller.

## Træner karriere

### Manchester United
Efter han i 2011 endnu en gang gik på pension, blev han oktober 2012 reserveholds manager for Manchester United.

## Personlige liv
I juni 2003 blev Butt anholdt for et overgreb på en kvinde på en natklub, i maj 2003.